# Hakea ceratophylla
Hakea ceratophylla (лат.) — кустарник, вид рода Хакея (Hakea) семейства Протейные (Proteaceae), эндемик юго-запада Западной Австралии.

## Ботаническое описание
Hakea ceratophylla — жёсткий многоствольный кустарник, который обычно вырастает на высоту от 0,5 до 2 м. Молодые веточки и листья покрыты рыжеватыми волосками, но с возрастом становятся гладкими. Зрелые листья имеют разнообразную форму: от линейной до узкой яйцевидной формы с узким концом по направлению к основанию, длиной от 4,5 до 23 см и шириной от 0,2 до 1,4 см, и до многодольных листьев от 3 до 5 долей. Листья с лопастями имеют ширину от 3,5 до 8,5 см с длиной лепестков от 1 до 26 мм. Цветы расположены в зонтичных соцветиях, содержащих от двух до десяти цветов без видимого стебля. Каждый цветок имеет цветоножку длиной от 2 до 5 мм и покрыт белыми и рыжеватыми волосками. Околоцветник имеет длину от 4,5 до 6 мм, а стиль — от 7,5-9,5 до 5 мм в длину. Цветение происходит с сентября по декабрь, и чёрные плоды, которые образуются впоследствии, имеют более или менее яйцевидную форму, длину от 2 до 3,5 см и ширину от 0,9 до 1,3 см. Два семени длиной от 1,2 до 2 см имеют узкое крыло с одной стороны.

## Таксономия
Вид впервые был формально описан в 1807 году английским ботаником, основателем Лондонского Линнеевского общества Джеймсом Эдвардом Смитом, который дал ей название Conchium ceratophyllum и опубликовал описание в Rees’s Cyclopædia. Типовой образец был собран в Кинг-Джорджес-Саунд британским биологом Арчибальдом Мензисом. Смит отметил: «Это один из самых красивых в своем роде». В 1810 году Роберт Браун изменил название на Hakea ceratophylla. Видовое название ceratophylla — от древнегреческих слов keras, keratos, означающих «рог» и phyllon, означающего «лист», по-видимому, относящихся к листьям, которые в некоторых формах имеют роговидные лепестки.

## Распространение и местообитание
Кустарник встречается в южных районах Западной Австралии в округах Пил, Юго-Западный и Большой Южный Западной Австралии, где он растёт на сезонно влажных равнинах и среди гранитных обнажений на песчаных, суглинистых или гравийных почвах. Ареал растения — на побережье от Перта на севере до окрестностей Албани на юге и внутри континента до хребта Стерлинг (хребет), где он произрастает в пустынных сообществах или в мелалеуковых зарослях.